# Чемпионат Азии по дзюдо 2024
Чемпионат Азии по дзюдо 2024 года прошёл с 20 по 22 апреля в Гонконге (Китай). В соревнованиях приняли участие 272 спортсмена из 36 стран.

## Медалисты

### Мужчины
| Весовая категория | Золото                            | Серебро                          | Бронза                                                             |
| ----------------- | --------------------------------- | -------------------------------- | ------------------------------------------------------------------ |
| до 60 кг          | Таики Накамура · Япония           | Ян Юнвэй · Тайбэй                | Достон Рузиев · Узбекистан Баямджавин Цогточир · Монголия          |
| до 66 кг          | Баттогтохын Ерхембаяр · Монголия  | Синсей Хатори · Япония           | Жанарыс Рахметкали · Казахстан Сардор Нуриллаев ·                  |
| до 73 кг          | Тацуки Исихара · Япония           | Муроджон Юлдашев · Узбекистан    | Ким Чольхван · КНДР Ли Юнкуль · Республика Корея                   |
| до 81 кг          | Ли Ён Хван · Республика Корея     | Нугзар Таталашвили · Грузия      | Юхей Оино · Япония Сомон Махмадбеков · Таджикистан                 |
| до 90 кг          | Сансиро Мурао · Япония            | Гантулгын Алтанбагана · Монголия | Эрлан Шеров · Кыргызстан Хан Джуоп · Республика Корея              |
| до 100 кг         | Музаффарбек Туробоев · Узбекистан | Джафар Костоев · ОАЭ             | Батхюагиин Гончигсурен · Монголия Джахонгир Маджидов · Таджикистан |
| свыше 100 кг      | Хёга Ота · Япония                 | Ким Минджон · Республика Корея   | Магомедомар Магомедомаров · ОАЭ Темур Рахимов · Таджикистан        |

### Женщины
| Весовая категория | Золото                               | Серебро                          | Бронза                                                              |
| ----------------- | ------------------------------------ | -------------------------------- | ------------------------------------------------------------------- |
| до 48 кг          | Бавуудоржийн Баасанхуу · Монголия    | Ли Хикйонг · Республика Корея    | Галия Тынбаева · Казахстан Кано Мияки · Япония                      |
| до 52 кг          | Бишрэлтийн Хорлоодой · Монголия      | Кокоро Фудзисиро · Япония        | Лхагвасүрэнгийн Сосорбарам · Монголия Диёра Келдиёрова · Узбекистан |
| до 57 кг          | Энхрийлэн Лхагватогоогийн · Монголия | Хо Ми Ми · Республика Корея      | Акари Омори · Япония Чай Ки · Китай                                 |
| до 63 кг          | Кирари Ямагучи · Япония              | Болдын Ганхайч · Монголия        | Эсмигюль Куюлова · Казахстан Ким Джису · Республика Корея           |
| до 70 кг          | Саки Ниизо · Япония                  | Мин Сонгхю · КНДР                | Сохиста Назарова · Батсуурын Нямэрдене · Монголия                   |
| до 78 кг          | Рика Такаяма · Япония                | Йон Хюндзи · Республика Корея    | Отгонбаярын Хюслен · Монголия Хсу Ван Сухэй · Тайбэй                |
| свыше 78 кг       | Ли Хёндзи · Республика Корея         | Амарсайхан Адияасурен · Монголия | Мао Араи · Япония Лянь Е · Китай                                    |

## Смешанные команды
|         | Золото | Серебро  | Бронза               |
| ------- | ------ | -------- | -------------------- |
| Команда | Япония | Монголия | Узбекистан Казахстан |

## Медальный зачёт
*   Принимающая страна (Китай)
| Место           | Страна               | Золото | Серебро | Бронза | Всего |
| --------------- | -------------------- | ------ | ------- | ------ | ----- |
| 1               | Япония               | 8      | 2       | 4      | 14    |
| 2               | Монголия             | 3      | 4       | 5      | 12    |
| 3               | Республика Корея     | 2      | 4       | 3      | 9     |
| 4               | ОАЭ                  | 1      | 2       | 1      | 4     |
| 5               | Узбекистан           | 1      | 1       | 5      | 7     |
| 6               | КНДР                 | 0      | 1       | 1      | 2     |
| 6               | Китайская Республика | 0      | 1       | 1      | 2     |
| 8               | Казахстан            | 0      | 0       | 4      | 4     |
| 9               | Таджикистан          | 0      | 0       | 3      | 3     |
| 10              | Китай                | 0      | 0       | 2      | 2     |
| 11              | Кыргызстан           | 0      | 0       | 1      | 1     |
| Всего стран: 11 | Всего стран: 11      | 15     | 15      | 30     | 60    |